# Gustaf Paulson (arkitekt)

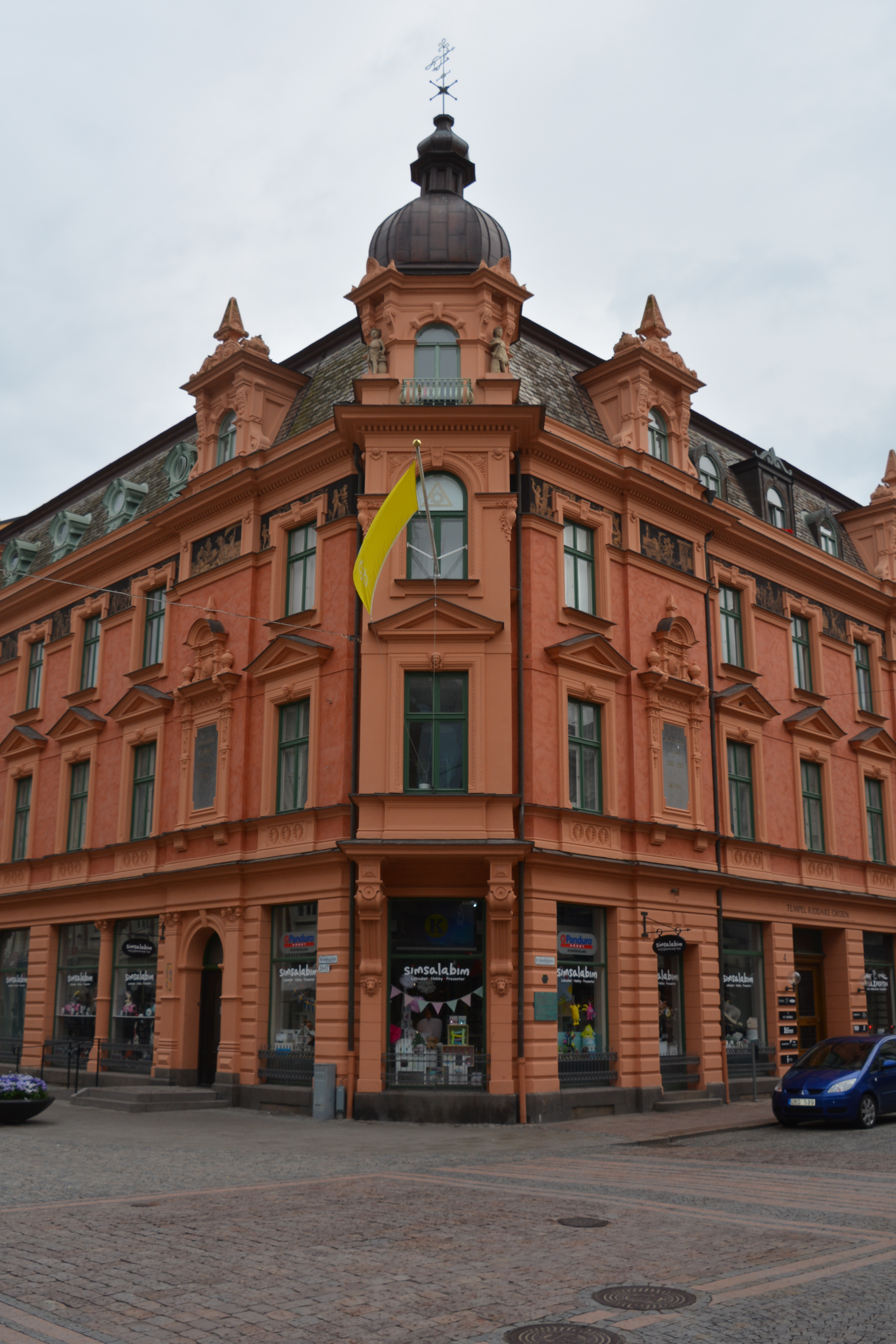
Hubendickska_huset i Karlskrona.

Gustaf Paulson, född 15 april 1862 i Höör, död 13 december 1939 i Norrköping, var en svensk arkitekt och byggnadsingenjör.
Gustaf Paulson utbildade sig till  byggnadsingenjör och arkitekt på Tekniska Skolan i Malmö och i Tyskland. Han bedrev en arkitektbyrå i Karlskrona tillsammans med Paul A. Löfgren . År 1892 flyttade de verksamheten till Norrköping. Efter det att Paul A. Löfgren flyttat till Stockholm, bedrev Gustaf Paulson egen rörelse 1900-1939. Förutom arkitekt var han också byggmästare vid flera nybyggnationer.
Han var gift med Ebba Paulson.

## Verk i urval
- Hubendickska huset, Ronnebygatan 31/Norra Smedjegatan 4 i Karlskrona, 1888–1889 (tillsammans med Paul A. Löfgren)
- Stadshotellet, Karlskrona, omkring 1889 (tillsammans med Paul A. Löfgren)
- Gamla rådhuset i Ronneby, 1890 (tillsammans med Paul A. Löfgren)
- Asklundska villan, Hamngatan, Hamngatan i Linköping, 1893-1894 (tillsammans med Paul A. Löfgren)
- Lawskihuset, Drottninggatan 2, Norrköping, 1897 (tillsammans med Paul A. Löfgren]
- Pihlska skolan, Norra Promenaden, Norrköping, 1902 (tillsammans med Paul A. Löfgren)

## Bildgalleri

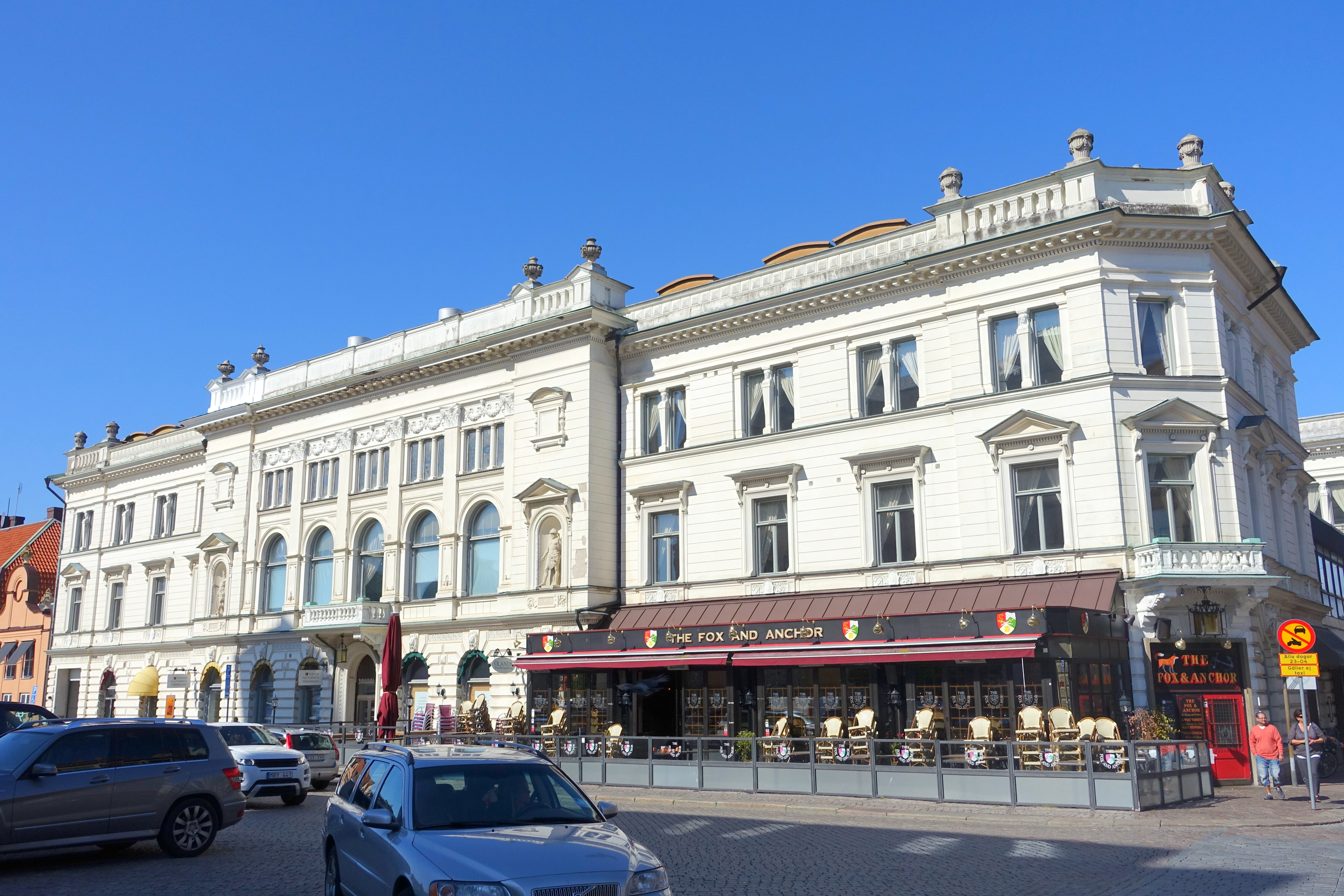
Stadshotellet i Karlskrona
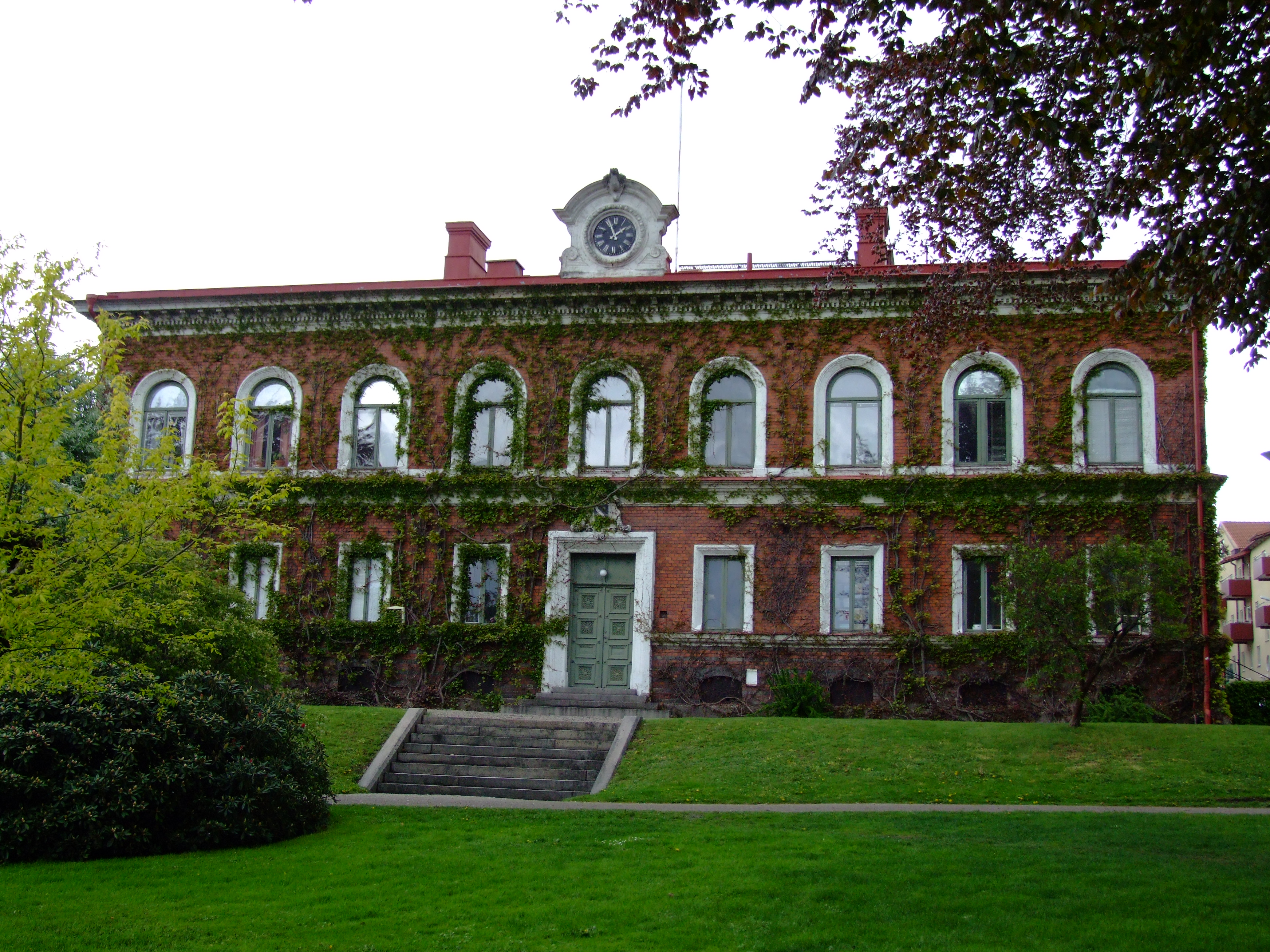
Gamla rådhuset, Ronneby
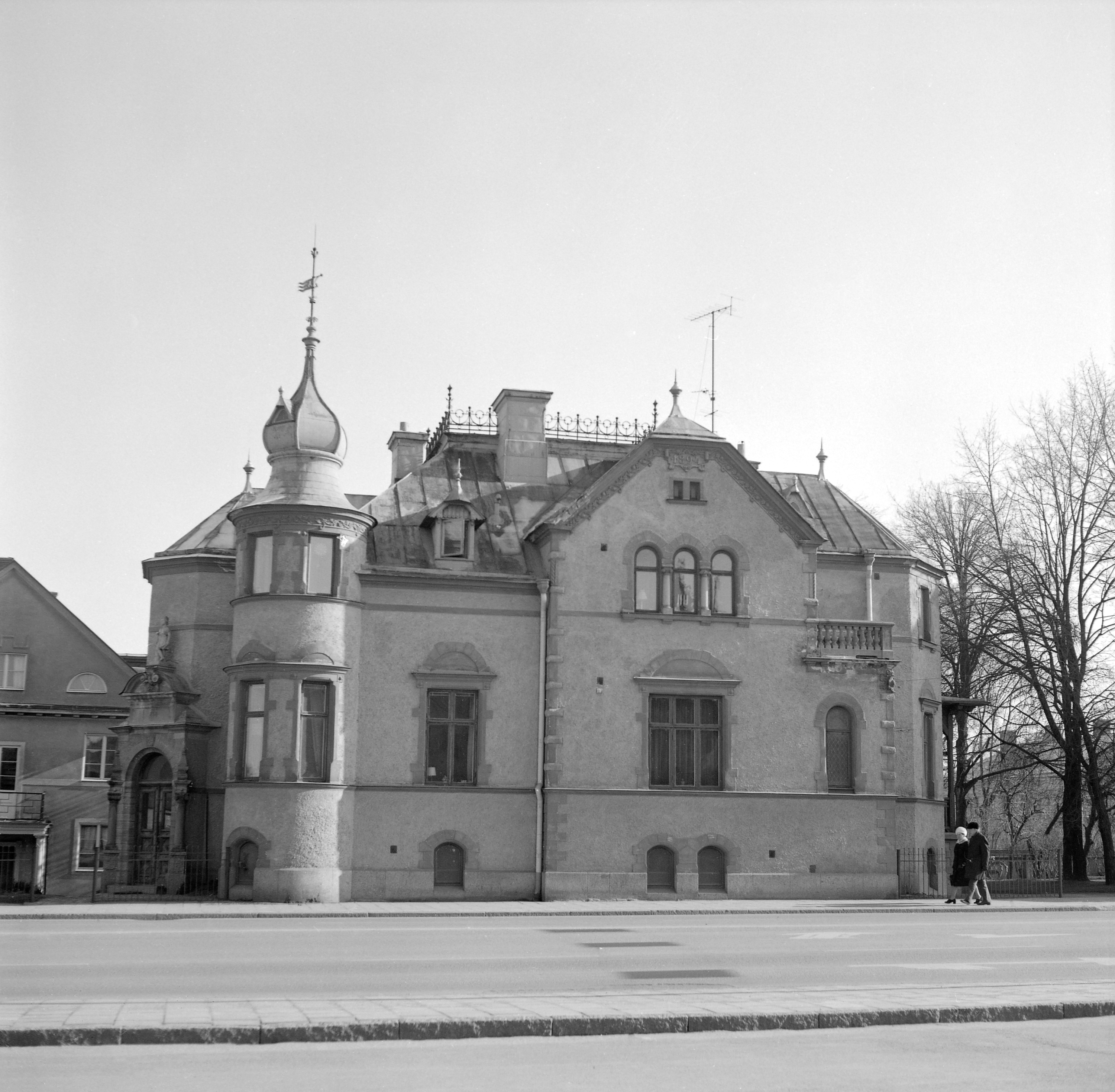
Asklundska villan, Linköping